# Dana Walden
Dana Walden, née le 13 octobre 1964 à Los Angeles, est une femme d'affaires américaine et présidente de Disney Television Studios et d'ABC Entertainment.

## Biographie

### Jeunesse
Dana Freedman est née dans une famille juive à Los Angeles en 1964. Son père était dans l'industrie du voyage et sa mère était danseuse.
Elle a obtenu un diplôme en communication de l'Université de Californie du Sud.

### Carrière
Après l'obtention de son diplôme, Walden travaille pour le cabinet de relations publiques Bender, Goldman & Helper en tant qu'assistant de Larry Goldman. Elle y reste cinq ans, accédant au poste de vice-présidente. Elle gère ensuite le marketing et les communications pour l'animateur de talk-show Arsenio Hall. Elle travaille sur des campagnes pour The Arsenio Hall Show et Star Trek: The Next Generation. La responsable des médias Lucie Salhany recrute Walden pour travailler dans les relations publiques de la 20th Century Fox Television en 1992. Après un "Jerry Maguire moment", au milieu des années 1990, Walden est nommée directrice de la programmation,.
En octobre 2018, il est annoncé que Walden quitterait Fox après l'acquisition des principaux actifs de divertissement de 21st Century Fox par The Walt Disney Company, et deviendrait présidente de Disney Television Studios et du Disney-ABC Television Group. L'acquisition exclut la Fox Broadcasting Company elle-même, qui sera dirigée par Charles Collier d'AMC,,,. Dans l'une des premières décisions à la tête de la programmation Disney, après l'approbation de la fusion avec Fox en mars 2019, Walden a engagé le scénariste, réalisateur et producteur Drew Goddard pour un contrat exclusif de plusieurs années avec Fox Television.

### Autres emplois
Walden est membre du conseil d'administration du zoo de Los Angeles. Elle est un partisan de l'organisation de sauvetage des animaux Chance for Bliss. 
Elle siège également au conseil d'administration de Live Nation Entertainment.

### Vie privée
Walden est mariée et mère de deux enfants. Elle habite dans le quartier de Brentwood, à Los Angeles.
Sa grand-mère, Rose Freedman, survivante de l'incendie de l'usine Triangle Shirtwaist, a vécu jusqu'à 107 ans.